# Torre Astura
Die Torre Astura ist eine mittelalterliche Burg am Tyrrhenischen Meer im Gemeindegebiet von Nettuno, Region Latium.

## Vorgängerbauten
In der Nähe der Burg lag in der Antike die Siedlung Astura an der Mündung des gleichnamigen Flusses.
In der Kaiserzeit entstand am Festland vor der heutigen Burg eine Villa. Die Molen des zu diesem Anwesen gehörenden Hafens, der wohl noch bis ins Mittelalter benutzt wurde, sind noch gut im Meer zu sehen.

## Geschichte
Nach der Antike taucht Astura erst wieder im Jahr 987 dokumentarisch auf, als das Territorium von Benedikt von Tusculum an das Kloster Sant’Alessio in Rom geschenkt wurde. Doch schon bald geriet es unter die Kontrolle der Frangipane, die sich ab 1141 Herren von Astura nannten.
Im September 1268 versuchte der letzte Stauferkönig Konradin nach der verlorenen Schlacht bei Tagliacozzo sich von Astura aus nach Pisa auszuschiffen. Er wurde jedoch von Giovanni Frangipane, eigentlich ein Lehnsmann der Staufer, festgesetzt und an seinen Gegner Karl von Anjou ausgeliefert, der Konradin am 29. Oktober 1268 in Neapel köpfen ließ. Damit war die Herrschaft der Staufer in Italien beendet.
Nach den Frangipane lösten sich verschiedene Adelsfamilien im Besitz der Burg ab. Im 16. Jahrhundert bauten die Colonna die Burg zu ihrem heutigen Zustand um.
Heute liegt die Burg in einem Militärgebiet, wodurch der Zugang nicht möglich ist. Allerdings blieb durch diesen Umstand die Küste hier von Zersiedelung verschont.
2005 beantragte die Provinzregierung von Rom die Aufnahme des Torre Astura in die Liste des Weltkulturerbe der UNESCO.